# 山西䶄
山西䶄（学名：Myodes shanseius），一种分布于中华人民共和国北部及西部地区的啮齿动物，隶属于仓鼠科䶄属。通过形态学及分子系统发生学研究结果显示，本种应为棕背䶄（Myodes rufocanus）的一个亚种。